# Au milieu de ma vie
«Au milieu de ma vie» — восьмий студійний альбом канадського співака Гару. Реліз відбувся 18 листопада 2013 року.

## Список композицій
1. Au milieu de ma vie — 3:11
2. Avancer — 4:07
3. Toutes mes erreurs — 2:58
4. La fêlure — 3:34
5. Je lui pardonne — 3:54
6. Du vent, des mots — 3:15
7. L'ange gardien — 3:13
8. Le blues dans le sang — 4:13
9. Avec elle — 3:35
10. Seule une femme — 4:05
11. Tu sais — 3:24

## Чарти
Тижневі чарти
| Чарт (2013)                     | Позиція |
| ------------------------------- | ------- |
| Бельгія (Фландрія) (Ultratop)   | 167     |
| Бельгія (Валлонія) (Ultratop)   | 2       |
| Франція (SNEP)                  | 5       |
| Швейцарія (Schweizer Hitparade) | 11      |

## Сертифікація та продажі
| Країна         | Сертифікат (таблиця продажів та сертифікатів) | Продажі  |
| -------------- | --------------------------------------------- | -------- |
| Франція (SNEP) | 2 x Платина                                   | +200,000 |